# بیماری گوزن زامبی
بیماری گوزن زامبی (انگلیسی: Chronic wasting disease) به نوعی بیماری پریونی موسوم به بیماری تحلیل مزمن (CWD) اشاره دارد که گوزن‌ها را مبتلا می‌کند. این بیماری با علائمی مانند کاهش وزن، لرزش، عدم تعادل، رفتارهای عصبی، و مرگ تدریجی همراه است. پریون‌ها پروتئین‌هایی هستند که باعث تخریب سایر پروتئین‌ها در بدن می‌شوند و آسیب‌های عصبی جدی ایجاد می‌کنند.
پریون‌ها تاکنون در انسان‌ها، گوسفندها، بزها، گاوها، راسوها، گربه‌ها و برخی دیگر از پستانداران گزارش شده‌اند. پریون‌ها بسیار مقاوم هستند و می‌توانند برای مدت طولانی در محیط باقی بمانند.

## جزئیات
بیماری تحلیل مزمن (Chronic wasting disease یا CWD) که به نام بیماری گوزن زامبی نیز شناخته می‌شود، نوعی انسفالوپاتی اسفنجی‌شکل (TSE) است که گوزن‌ها را تحت تأثیر قرار می‌دهد. انسفالوپاتی‌های اسفنجی‌شکل گروهی از بیماری‌ها هستند که تصور می‌شود به دلیل پروتئین‌های نادرست تاخورده به نام پریون ایجاد می‌شوند. این بیماری‌ها شامل بیماری‌هایی مشابه مانند جنون گاوی در گاوها، بیماری کروتزفلد جاکوب در انسان‌ها و اسکرپی در گوسفندها می‌شوند.
عفونت طبیعی ناشی از سی‌دبلیودی بر گوزن تأثیر می‌گذارد. در ایالات متحده، این بیماری استرگوزن، گوزن دم‌سفید، گوزن قرمز، گوزن ژاپنی، واپیتی، گاومیش‌های کوهان‌دار، سنجاب، شاخ‌درازان، گوزن شمالی و موس را تحت تأثیر قرار داده است. انتقال سی‌دبلیودی به گونه‌های دیگر مانند میمون‌های سنجابی و موش‌های انسان‌نما در آزمایش‌های آزمایشگاهی مشاهده شده است.

## کشف و گسترش
در سال ۱۹۶۷، سی‌دبلیودی برای اولین بار در گوزن‌های قاطر در یک مرکز تحقیقاتی دولتی در شمال کلرادو، ایالات متحده آمریکا شناسایی شد. این بیماری ابتدا به عنوان نوعی کاشکسی شناخته شد و سپس در سال ۱۹۷۸ به‌طور دقیق‌تر به عنوان یک بیماری TSE شناسایی شد. از آن زمان، سی‌دبلیودی در جمعیت‌های حیوانات وحشی و اسیر در ۳۰ ایالت آمریکا و چهار استان کانادا یافت شده است.
این بیماری همچنین در یک مزرعه گوزن قرمز در مینه‌سوتا، یک گله گوزن وحشی در نروژ (مارس ۲۰۱۶) و همچنین در موس‌های وحشی شناسایی شده است. موارد جداگانه‌ای از سی‌دبلیودی در موس‌ها در فنلاند (مارس ۲۰۱۸) و در سوئد (مارس و مه ۲۰۱۹ و سپتامبر ۲۰۲۰) یافت شده است. سی‌دبلیودی همچنین در کره جنوبی در برخی از گوزن‌های وارداتی از کانادا گزارش شده است.

## علائم و تأثیرات
بیماری گوزن زامبی علائمی مانند آبریزش دهان، لاغری شدید، گیجی، نگاه خیره و بی‌احساس و بی‌تفاوتی نسبت به انسان‌ها را ایجاد می‌کند.
سی‌دبلیودی با کاهش وزن مزمن و علائم بالینی مرتبط با آسیب‌های مغزی مشخص می‌شود که به مرور زمان شدت یافته و همیشه به مرگ منجر می‌شود.

## احتمال انتقال به انسان
گزارش‌هایی در رسانه‌ها دربارهٔ تأثیر سی‌دبلیودی بر انسان‌ها منتشر شده است، اما تا سال ۲۰۰۴ مطالعه‌ای برای مرکز کنترل و پیشگیری از بیماری (CDC) پیشنهاد داد که "[مطالعات اپیدمیولوژیک و آزمایشگاهی بیشتری برای پایش احتمال چنین انتقالاتی مورد نیاز است]." یک مطالعه در سال ۲۰۱۹ نتیجه‌گیری کرد که «احتمال انتقال به انسان و بیماری انسانی ناشی از آن وجود دارد».
مایکل اوسترهولم، مدیر مرکز تحقیقات بیماری‌های عفونی در دانشگاه مینه‌سوتا، به قانون‌گذاران ایالت مینه‌سوتا دربارهٔ خطر انتقال CWD به انسان‌ها از طریق مصرف گوشت حیوانات آلوده هشدار داد. در آن زمان، برخی او را یک «ترساننده بی‌دلیل» معرفی کردند. با گذشت ۵ سال و گسترش اجتناب‌ناپذیر بیماری، تعداد بیشتری از افراد (احتمالاً ده‌ها هزار نفر در هر سال) گوشت گوزن و گوزن شمالی آلوده را مصرف می‌کنند و شمار فزاینده‌ای از دانشمندان نگرانی‌های اوسترهولم را تأیید می‌کنند. در ژانویه ۲۰۲۵، محققان گزارشی تحت عنوان «آمادگی و واکنش در برابر سرایت بیماری اتلاف مزمن مغزی: ترسیم آینده‌ای نامشخص» منتشر کردند. در این گزارش، ۶۷ کارشناس در زمینه بیماری‌های مشترک انسان و حیوان هشدار دادند که انتقال این بیماری به انسان‌ها می‌تواند یک «بحران ملی و جهانی» ایجاد کند که اثرات عمیقی بر زنجیره غذایی، اقتصاد، تجارت جهانی، کشاورزی و سلامت انسان‌ها خواهد داشت. این گزارش تأکید می‌کند که ایالات متحده کاملاً ناآماده برای مقابله با این بحران است و هیچ استراتژی بین‌المللی هماهنگی برای جلوگیری از گسترش CWD وجود ندارد.
در نظرسنجی مرکز کنترل و پیشگیری از بیماری‌ها (CDC)، مشخص شد که ۲۰٪ از مردم آمریکا شکار گوزن یا گوزن شمالی انجام داده‌اند و بیش از ۶۰٪ گوشت این حیوانات را مصرف کرده‌اند. این بدان معناست که ده‌ها هزار نفر احتمالاً هر ساله گوشت آلوده مصرف می‌کنند، یا از خطر آگاه نیستند یا فکر می‌کنند که در معرض خطر قرار ندارند. مرکز کنترل بیماری توصیه کرد که افرادی که مشکوک هستند حیوان آلوده را شکار کرده‌اند، از مصرف آن اجتناب کنند. اما بسیاری از شکارچیان بدون آزمایش کردن حیوانات، آن‌ها را مصرف می‌کنند.
اگرچه خطر انتقال بیماری پریونی از گوزن به انسان پایین است، محدود کردن تماس با گوزن، به‌ویژه خون و بافت‌های عصبی آن‌ها، بسیار ضروری است.
پیشگیری و اقدامات لازم
- از تماس نزدیک با گوزن‌ها، به‌ویژه گوزن‌های بیمار یا آسیب‌دیده، خودداری کنید.
- گوزن‌ها را تغذیه نکنید و منابع غذایی اضافی را از دسترس آن‌ها دور نگه دارید.
- در صورت مشاهده گوزن بیمار یا آسیب‌دیده، به سازمان‌های محلی حیات وحش اطلاع دهید.

شکارچیان به دلیل تماس مستقیم با خون و بافت‌های گوزن، در معرض خطر بیشتری قرار دارند. استفاده از تجهیزات حفاظتی (PPE) و اجتناب از شکار گوزن‌های بیمار توصیه می‌شود.

## پیشگیری
مطالعات پیشنهاد می‌کنند شکارچیان از مصرف بافت‌های گوزن و واپیتی که ممکن است حامل عامل سی‌دبلیودی باشد (مانند مغز، نخاع، چشم‌ها، طحال، لوزه‌ها و غدد لنفاوی) در مناطقی که سی‌دبلیودی شناسایی شده است، خودداری کنند.
در آوریل ۲۰۲۴، گزارش شد که دو مرد از یک گروه شکار مبتلا به بیماری کروتزفلد جاکوب شدند و این باعث شد پژوهشگران پزشکی احتمال دهند که این انتقال از مصرف گوشت گوزن آلوده به سی‌دبلیودی صورت گرفته است.

## تاریخچه
بیماری تحلیل مزمن (سی‌دبلیودی) اولین بار توسط دامپزشک حیات وحش آمریکایی بث اس. ویلیامز کشف شد. ویلیامز کالبدشکافی‌هایی بر روی گوزن‌ها و واپیتی‌هایی که به دلیل سندرومی ناشناخته مرده بودند، انجام داد و متوجه شد که ضایعات مغزی در این حیوانات با انسفالوپاتی اسفنجی‌شکل (TSE) همخوانی دارد.
در سال ۱۹۷۸، او به همراه نوروپاتولوژیستی به نام استوارت یانگ، اولین مقاله علمی را نوشتند که این بیماری را نام‌گذاری کرده و به‌عنوان یک بیماری TSE توصیف کردند.
در فوریه ۲۰۰۳، مرکز کنترل و پیشگیری از بیماری گزارشی با عنوان «بیماری‌های عصبی تحلیل‌برنده کشنده در مردانی که در ضیافت شکار شرکت داشتند – ویسکانسین، ۲۰۰۲» منتشر کرد. در این گزارش نتیجه‌گیری شد که «هرچند هیچ ارتباطی میان سی‌دبلیودی و بیماری کروتزفلد جاکوب یافت نشد، نظارت مستمر بر هر دو بیماری برای ارزیابی خطر احتمالی انتقال سی‌دبلیودی به انسان همچنان مهم است.»
در سپتامبر ۲۰۰۳، هوئی اشاره کرد که یکی از سه بیمار (مردی ۵۵ ساله) «دارای سابقه سه‌ماهه مشکل در نوشتن و عدم تعادل در راه رفتن بود، که به زوال عقل، ناهنجاری‌های گفتاری و میوکلونوس منجر شد. بررسی آسیب‌شناسی مغز در کالبدشکافی سه ماه بعد نشان داد که ضایعات اسفنجی زیرقشری گسترده‌ای داشت که با CJD همخوانی داشت.»
تا سال ۲۰۱۳، پاتریس کلاین، مدیر برنامه سی‌دبلیودی در USDA/APHIS، یافته‌های نسبتاً نامشخص هوئی را رد کرده و اظهار داشت که هیچ شواهدی از انتقال به انسان از طریق گوزن، یا از طریق خوردن حیوانات از خانواده گوزن یافت نشده است، هرچند هر دو کانال همچنان موضوع نظارت و پژوهش در بهداشت عمومی هستند.

### شیوع در مزرعه کبک
وزارت MFFP استان کبک در فاصله زمانی بین سال‌های ۲۰۰۷ تا پاییز ۲۰۱۸ تعداد ۹۵۰۰ آزمایش انجام داد تا اینکه در سپتامبر ۲۰۱۸ یک مورد مثبت شناسایی شد.
در سپتامبر ۲۰۱۸، کشف سی‌دبلیودی در یک مرکز مدیریت‌شده در گرنویل-سور-لا-روژ، کبک منجر به ذبح گسترده ۳۵۰۰ حیوان در طول دو ماه شد و پس از آن این مرکز به‌طور دائمی بسته شد. CFIA دستور این کشتار را صادر کرد و همچنین ۲۵|سانتی‌متر از خاک برخی مناطق در عملیات ۴۰۰|هکتار را ضدعفونی کرد. پس از کشف، هر حیوان توسط CFIA آزمایش سی‌دبلیودی شد و سپس به بازار عرضه شد.
در یک منطقه قرنطینه به وسعت ۴۰۰ کیلومتر مربع، تمامی فعالیت‌های شکار و تله‌گذاری ممنوع اعلام شد.
یک سال بعد، ۷۵۰ نمونه وحشی در منطقه نظارت گسترده به شعاع ۴۵ کیلومتر شکار شدند و هیچ‌کدام نتیجه مثبت سی‌دبلیودی نداشتند.
در اوت ۲۰۱۹ مشخص شد که پیش از سال ۲۰۱۴ در کانادا، تمامی حیوانات موجود در مزارع آلوده به سی‌دبلیودی دفن یا سوزانده می‌شدند. اما از سال ۲۰۱۴ به بعد، CFIA اجازه داد که حیوانات از مزارع آلوده به سی‌دبلیودی وارد زنجیره غذایی شوند، چرا که «هیچ الزام ملی برای آزمایش حیوانات برای این بیماری وجود ندارد». از یک گله آلوده به سی‌دبلیودی در آلبرتا، ۱۳۱ واپیتی برای مصرف انسانی فروخته شدند.
برای فصل شکار پاییز ۲۰۱۹ در غرب کبک، وزارت استانی قوانین شکار سالانه گوزن دم‌سفید را با هدف جلوگیری از گسترش سی‌دبلیودی آسان‌تر کرد. این اقدامات شامل اجازه شکار هر گوزن دم‌سفیدی با هر سلاحی در برخی شهرستان‌های دره اوتاوه و لورانتید بود. وزارت MFFP امیدوار است از این طریق نمونه‌های بیشتری برای آزمایش سی‌دبلیودی دریافت کند.
در قرنطینه گرنویل، وزارت به‌طور خاص ممنوع کرد که «سر (به‌ویژه هر قسمت از مغز، چشم، گره‌های لنفاوی رتروفارنژیال و لوزه)، هر قسمت از ستون مهره‌ها، اندام‌های داخلی (از جمله کبد و قلب)، و بیضه» از منطقه نظارت گسترده خارج شوند.